# Plestiodon takarai
Plestiodon takarai (japanisch センカクトカゲ, Senkaku-Tokage) ist eine Skinkart der Gattung Plestiodon aus der Unterfamilie Scincinae. Im englischen Sprachraum wird die Art als Senkaku Skink bezeichnet.

## Merkmale
Plestiodon takarai (Jungtier)

Link zum Bild

Morphologisch ähnelt Plestidon takarai der Art P. elegans, die ebenfalls auf den Senkaku-Inseln verbreitet ist. P. takarai weist jedoch einige Unterschiede in der Beschuppung auf, darunter getrennte Präfrontalia. Zudem unterscheidet sich die Farbe des Schwanzes bei Jungtieren. Diese ist bei P. takarai hellblau an der Spitze und dunkelgrau oder braun am Ansatz, wohingegen bei P. elegans entweder der gesamte Schwanz glänzend dunkelblau bis violett ist oder die Schwanzspitze blau und der Schwanzansatz grünblau.
Die Eier haben einen Längsdurchmesser von 1,5 bis 1,8 cm und einen Querdurchmesser von 1,1 bis 1,2 cm bei einer Masse von 0,94 – 1,43 g. Die frisch geschlüpften Jungtiere haben eine Kopf-Rumpf-Länge von 2,8 bis 3,1 cm.

## Lebensweise
Die Skinkart kommt um Felsen in verschiedenen Lebensräumen vor, darunter Küstengebiete, Buschland, Bergwälder und Grasland. Als Nahrung der Skinke wurden Strandflöhe, Kakerlaken, Schmetterlingslarven und Zikadenlarven beobachtet sowie verdaute Fischstücke, die ein Seevogel für sein Küken erbrochen hatte.
Weibchen legen Gelege von 6 bis 7 Eiern, die sie bis zum Schlüpfen Ende Juni bewachen.

## Verbreitungsgebiet und Gefährdungsstatus
Plestiodon takarai ist auf vier Inseln der unbewohnten Senkaku-Gruppe endemisch, deren Gesamtfläche lediglich 5,4 km² beträgt.
Obwohl die Art derzeit häufig vorkommt, besteht auf Uotsuri-jima, das mehr als die Hälfte des Verbreitungsgebiets ausmacht, eine potenzielle Bedrohung durch eingeführte Ziegen. Deren Beweidung zerstört die als Lebensraum genutzte Vegetation der Skinke, jedoch gibt es nur wenige Informationen über die Auswirkungen auf die Skinkpopulation. Eine Gefährdungseinstufung der IUCN fehlt daher aufgrund der nicht ausreichenden Datengrundlage. Auf der nationalen Roten Liste gefährdeter Reptilien Japans wird die Art dagegen als stark gefährdet („Endangered“) eingestuft.

## Systematik
Die Art wurde 2017 von Kazuki Kurita, Hidetoshi Ōta und Tsutomu Hikida erstbeschrieben. Das Artepitheton takarai ist Tetsuo Takara, einem Professor der Universität Ryūkyū, gewidmet, der nach dem Zweiten Weltkrieg auf den Senkaku-Inseln moderne biologische und geologische Studien leitete. Mit seinem Erkundungsteam führte er zwischen 1950 und 1968 fünfmal Feldforschungen durch.

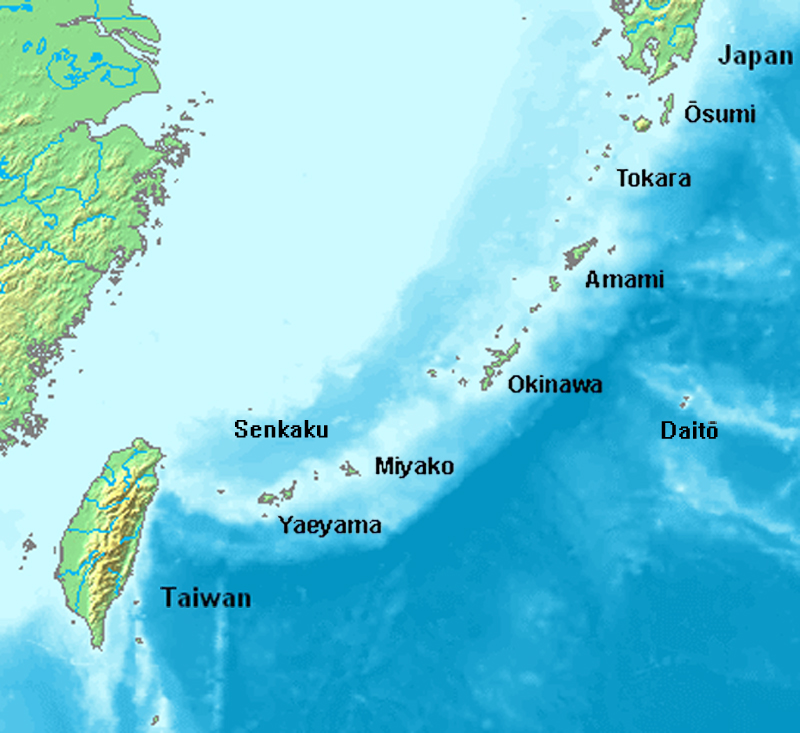
Lage der Nansei-Inselgruppen

Weitere auf den Nansei-Inseln verbreitete Arten sind:
- P. barbouri auf den Amami- und Okinawa-Inseln
- P. elegans auf den Senkaku-Inseln, sowie in Taiwan, Südostchina und Vietnam
- P. kishinouyei auf den Miyako- und Yaeyama-Inseln
- P. kuchinoshimensis auf Kuchinoshima im Norden der Tokara-Inseln
- P. marginatus auf den Okinawa-, Amami- und Tokara-Inseln
- P. oshimensis auf den Amami- und Tokara-Inseln
- P. stimpsonii auf den Yaeyama-Inseln